# Federazione pallavolistica della Germania
La Federazione tedesca di pallavolo (deu. Deutscher Volleyball-Verband, DVV) è un'organizzazione fondata nel 1955 nell'allora Germania Ovest per governare la pratica della pallavolo in Germania.
Organizza il campionato maschile e femminile, e pone sotto la propria egida la nazionale maschile e femminile.
Ha aderito alla FIVB nel 1957.